# (436) Patricia
(436) Patricia és un asteroide pertanyent al cinturó exterior d'asteroides descobert el 13 de setembre de 1898 per Friedrich Karl Arnold Schwassmann i Maximilian Franz Wolf des de l'Observatori de Heidelberg-Königstuhl, Alemanya. Es desconeix la raó del nom.